# Bandera de la Portella
La bandera oficial de la Portella té la següent descripció:
Bandera apaïsada, de proporcions dos d'alt per tres de llarg, vermella, amb una gran creu de Malta centrada, els extrems de la qual coincideixen amb els límits superior, inferior, dret i esquerre del drap, i una barra blanca i una banda groga al damunt.
Va ser aprovada el 25 de setembre de 1990 i es va publicar en el DOGC el 5 d'octubre del mateix any amb el número 1351.